# Вяжга
Вяжга́ (рос. Вяжга, ерз. Вежга) — селище у складі Теньгушевського району Мордовії, Росія. Входить до складу Нароватовського сільського поселення.
Населення — 28 осіб (2010; 36 у 2002).
Національний склад (станом на 2002 рік):
- мордва — 100 %